# Bouyt
Bouyt, anciennement orthographié Bouit, est une ancienne commune du Gers. En 1829, elle est rattachée à la commune de Nogaro. Aujourd'hui, ce n'est plus qu'un hameau.

## Géographie

### Localisation
Bouyt se situe dans la partie nord-est du territoire de Nogaro.

### Hydrographie
Le ruisseau de Saint-Aubin délimite la frontière orientale de la commune avec Sainte-Christie-d'Armagnac.

## Toponymie
Le nom de la commune est orthographié Bouit en 1793 et Bouyt en 1801.

## Histoire
Bouyt est réunie à la commune de Nogaro en 1829.

## Démographie
La population est exprimée en nombre d'habitants.
| 1793 | 1800 | 1806 | 1821 |
| ---- | ---- | ---- | ---- |
| 147  | 136  | 159  | 193  |

## Culture locale et patrimoine
- Église Notre-Dame de Bouit